# Literatura electrónica hispánica
Aunque la literatura electrónica (o literatura digital, ciberliteratura, hiperliteratura, hiperficción) incluye también la Ciberpoesía y el Ciberdrama, aquí nos limitaremos a ofrecer un panorama de la narrativa electrónica en español.
La ciberliteratura se ha desarrollado con fuerza en el mundo anglosajón desde la aparición de Afternoon, de Michael Joyce en 1987. Los primeros hipertextos en español surgen en 1996 (con obras de Belén Gache que luego conformarían la antología de ciberpoesía Wordtoys), y desde entonces no ha parado de crecer el número de obras electrónicas en español. A partir del año 2009, estaban disponibles más de cincuenta realizadas por autores procedentes de España, Argentina, Colombia, Ecuador, México o Perú.

## Clasificación
Tratar de clasificar las obras de literatura electrónica es tarea difícil en un territorio tan abigarrado y lleno de sorpresas. Un criterio muy frecuente es el basado en la capacidad del lector de modificar la obra, que divide esta narrativa en dos grupos: la hiperficción constructiva (el lector colabora, es coautor, de la historia en diversos grados) y la hiperficción explorativa (que tiene un solo autor, aunque permita al lector tomar decisiones sobre sus trayectos de lectura). El resultado es que así se incluyen trabajos de muy distinto formato dentro de la misma clase. Para evitarlo puede recurrirse a rasgos más identificatorios que el de la autoría, como son el hipertexto, los recursos multimedia y la interactividad. Esta última puede entenderse en dos sentidos. El primero deriva de la estructura laberíntica que posibilita el hipertexto: el lector debe tomar decisiones ante las puertas y trayectorias que le abren los hipervínculos y asumir así el riesgo de perderse si no es capaz de llegar a un final coherente de la narración. El otro sentido es el que permite al autor dejar abierta su obra a distintos grados de intervención por parte del lector: desde comunicarse por correo electrónico o dejarlo que participe corrigiendo o sugiriendo mejoras del texto establecido, hasta desaparecer él mismo y ser sustituido por un autor colectivo.
De conformidad con los tres rasgos fundamentales de toda obra electrónica (hipertexto, multimedia e interactividad) llamaremos “hipernovelas” a la narrativa que contiene solo hipertexto verbal, “hipermedia” a la que al hipertexto verbal incorpora recursos multimedia. Las blognovelas, novelas colectivas y wikinovelas se fundamentan en la interactividad y la colaboración.

### Hipernovelas
Narrativa hipertextual, obras de ficción que utilizan solo el hipertexto. En ellas los enlaces conectan nodos o bloques de texto verbal y permiten una lectura no lineal que exige la participación activa del lector obligándole a tomar decisiones sobre las posibles trayectorias de lectura. 
- Como el cielo los ojos Edith Checa (1998) cuenta la muerte de una mujer, Isabel, desde la perspectiva de tres personajes: Javier, Iñaqui y Paco. La lectura debe hacerse a través de un “índice” tipo crucigrama. Los enlaces están todos en un menú siempre a la vista y no existen dentro del texto.

- Condiciones Extremas Juan B. Gutierrez (1998) es una hipernovela de ciencia ficción. En una sociedad futurista, los humanos son la minoría dominante y desprecian a los mutantes, que organizan una conspiración para apropiarse del planeta. El protagonista, un humano, inventa una máquina del tiempo con el propósito de retroceder a 1998 y así rehacer la historia evitando una rebelión futura. Realizada con un complejo programa informático (Literatrónica), contiene 66 textos. Los enlaces están organizados de manera que si se regresa a una página ya visitada, los vínculos habrán cambiado en función de lo leído. De esta manera el lector se enfrenta siempre a un texto diferente. Por así decirlo, el hipertexto se adapta a las acciones del usuario.

- Pentagonal: incluidos tú y yo, de Carlos Labbé (2001). Mediante una narración polifónica y fragmentaria, el lector explora a través de enlaces el momento en que una profesora de astronomía impacta en su automóvil la puerta de un añoso edificio colonial del centro de Santiago de Chile, justo cuando una estudiante de literatura está ahí recogiendo a un perro callejero.

- El libro flotante de Leonardo Valencia y Eugenio Tisselli (2006) nos cuenta la historia de un misterioso autor que desaparece después de publicar una sola obra, Estuario, ya inencontrable. El protagonista, Iván Romano, posee un ejemplar y solo muestra al público algunos fragmentos. Sobre una serie de párrafos aleatorios, permite al visitante del sitio añadir sus propios textos. Sin embargo, nadie es capaz de saber cuáles son originales y cuáles apócrifos. No solo es posible crear fragmentos sino también modificar los existentes. Una invitación a la re-escritura.

- Adict@ de Teresa Buzo Salas (2016) nos cuenta la historia de Martina Fuentes, mujer que trabaja en una agencia de viajes, está casada y tiene un hijo. Todo parece perfecto en su vida, pero siente que la rutina está minando sus últimos años de juventud. Un buen día descubre la emoción de navegar por internet. Así comienza su aventura internauta que la empujará a mantener todo tipo de relaciones virtuales. «Un tema original y actual y una trama adictiva que no puede dejar de leerse», Rosa Montero, escritora y periodista de El País. «Una espectacular corriente de inspiración atraviesa el contenido y la estructura de esta hermosa novela capaz de interesar y conmover a todos los públicos», Rosa Regàs, escritora y exdirectora de la Biblioteca Nacional de España. «Una historia de nuestro tiempo; un espejo que nos plantea cuestiones esenciales», Cristina Hermoso de Mendoza, Copresentadora de «La estación azul» de RNE. Esta autora ya apuntaba su interés por la novela electrónica con su primera novela Las hijas de las horas

### Hipermedia
Narrativa multimedia que permite añadir al hipertexto toda una variedad de recursos como imágenes, sonidos, vídeos, animaciones, etc. Las combinaciones de todos estos medios dan lugar a una variedad incontable de metamorfosis posibles. El campo para la experimentación queda plenamente abierto y encontramos dentro de estas narraciones unas en las que predomina la exploración de los nuevos instrumentos narrativos (principalmente el diseño gráfico, los efectos visuales o sonoros), hasta otras en las que la protagonista es la prosa y los recursos quedan supeditados al texto literario.
- Heartbeat de Dora García (1999) trata de un futuro inmediato donde los jóvenes han encontrado una nueva moda que actúa como droga: escucharse el sonido del corazón. Los que han dado en llamarse a sí mismos heartbeaters (latedores) sufren una percepción alterada de lo real, el mundo exterior queda reducido a un puro eco de sus propios espacios interiores.

- Tierra de Extracción de Doménico Chiappe y Andreas Meier (1996-2006) es una novela que narra la irrupción de una empresa petrolífera en las selvas venezolanas a través de seis historias diferentes y breves. Se compone de 60 capítulos. El lector debe armar un puzle, cada capítulo se presenta independientemente, aunque al mismo tiempo es pieza de un todo. Una de las maneras de recorrer la novela es mediante el uso de un “mapa”, donde cada posición ofrece pistas para alcanzar el sentido de la historia, pero también se navega por medio de secuencias sincrónicas y diacrónicas, mediante hipervínculos verticales y horizontales. Los enlaces conectan con animaciones visuales, sonoras y textuales, que conforman planos narrativos paralelos pero interconectados.

- Pinzas de metal Tina Escaja (2003) cuenta las historia de un grupo de jóvenes en una academia de peluquería. El lector tiene que combinar personajes y ubicaciones con una lupa virtual que le permitirá acceder a segmentos de la historia. A medida que se avanza en la historia, una pieza de un puzzle se va revelando y hay también un navegador que te señala el avance en el texto. La lectura se completa cuando todo el puzzle se revela. La animación en Flash es de Didier Delmas.

- Los estilitas de la sociedad tecnológica de A. Rodríguez de las Heras (2003). En esta obra coexisten dos libros: la historia de un protagonista que se interna en una ciudad misteriosa, Moriana, y un ensayo teórico donde se medita sobre la incidencia del cambio tecnológico en la humanidad. La parte narrativa comienza con palabras aisladas en la pantalla, que poco a poco toman cuerpo de poesía y finalmente terminan en prosa.

- Don Juan en la frontera del espíritu de Juan José Díez (2004) es una novela multimedia, que por incorporar abundantes enlaces externos que conectan directamente a la red, el autor llama “webnovela”. Narra la experiencia del escritor y diplomático Juan Valera durante su periodo de embajador en Washington D.C. a finales del siglo diecinueve, en especial se centra en los desafíos del independentismo cubano y en el drama amoroso con la hija del Secretario de Estado del presidente Grover Cleveland. Dispone de varios formatos entre los que destaca la versión flash que simula la apariencia y las prestaciones de un libro normal.

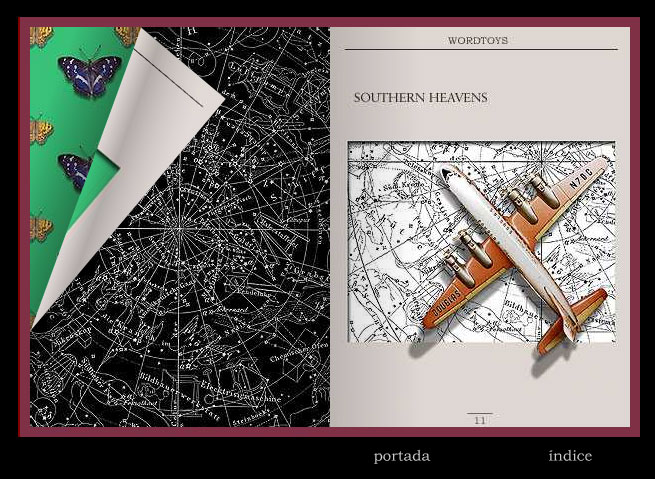
Wordtoys

- Wordtoys de Belén Gache (2006) está compuesta por 14 capítulos independientes agrupados en un libro en formato flash. Cada capítulo comienza con un prólogo, un breve texto que da acceso a otra página en la que aparecen animaciones con voz, dibujos, grabados, fotografías. Entre los capítulos encontramos cuentos orientales, pájaros mecánicos, máquinas poéticas.

- Golpe de gracia de Jaime Alejandro Rodríguez (2006).Un sacerdote, el padre Amaury, yace en la cama de un hospital, víctima de un atentado. Ante el lector se presentan tres puertas: en la primera se escucha la voz de diversos personajes que se acercan al lecho del moribundo. Es la parte narrativa que podría leerse como una novela tradicional. En la segunda puerta, se inicia un videojuego. El objetivo consiste en obtener información, con obstáculos que obligan a recomenzar una y otra vez, y a contrarreloj. En último lugar aparece otro juego en el que el lector se convierte en periodista para indagar quién asesinó al religioso.

- Una contemporánea historia de Caldesa de Félix Remírez (2007), se desarrolla en una noche de primavera en Valencia. Cuatro vidas que se entrecruzan entre las seis de la tarde y las cinco de la madrugada del día siguiente, inmersos en el mismo drama: fa futilidad del amor. A los personajes les ocurrirán las mismas tragedias, pero el lector podrá ver unas u otras, según su elección en cada instante. Al igual que en la vida real, el reloj corre deprisa y, o se está en el sitio adecuado en el momento preciso, o ya no se puede estar.

- Trincheras de Mequinenza de Félix Remírez (2007) es el diario epistolar de un soldado republicano durante la batalla del Ebro. La obra aúna el texto con elementos multimedia (fotografías de hechos reales y paisajes donde se desarrolló el enfrentamiento así como canciones de la época) y multi-ventanas en las que van apareciendo descripciones históricas de los hechos y biografías de las personas más relevantes de la batalla.

### Blognovelas
La blognovela, aprovecha el formato blog para (como el diario o la novela epistolar) ensayar una narración más cercana al lector, que tiene la posibilidad de participar con sus comentarios. Son obras escritas en primera persona con una trama que suele ocurrir en tiempo real. Justamente, de eso se trata en el proceso creativo de una blognovela: de una construcción literaria en línea, basada en la aparición progresiva de información (generalmente en forma de capítulos) y liderada por un único autor, aunque permeable a las intervenciones de los lectores. Las blognovelas típicamente van apareciendo por entregas en capítulos breves, y aunque en ellas domina el autor, este a veces se guía por los comentarios que van surgiendo por parte de los lectores, algo parecido al folletín por entregas del siglo XIX. En la mayoría de los casos carecen de enlaces y de multimedia.
- Más respeto que soy tu madre, de Hernán Casciari, fue primero el Diario de una mujer gorda, un blog de ficción escrito en 2003/2004 con entradas publicadas semanalmente. A Mirta Bertotti, un ama de casa argentina de cincuenta años, se le cae el mundo encima cuando la crisis económica de 2001 desbarranca a su familia, desde la clase media, a la pobreza absoluta. Un marido desocupado, tres hijos adolescentes con problemas, un suegro drogadicto y la llegada de la menopausia hacen que su vida se convierta en un infierno.
- Exex, la mujer del bigote, que comenzó a publicar Pablo Paniagua el 12 de enero del 2007, es una de las primeras "blognovelas" de Internet que apareció en diez entregas semanales, y que posteriormente ha sido publicada en libro de papel por Alita de Mosca. En ella se narra la singular historia de una bella mujer bigotuda que recién llegada a la ciudad de Nueva York, para trabajar como modelo, se ve envuelta en una trama de amores insatisfechos y asesinatos que deciden su destino. Exex, la mujer del bigote es una novela con una apuesta estética cercana a las historias de cómic, bajo la influencia del humor negro y la ironía, sin olvidar, desde luego, la preocupación por la forma literaria y el análisis descriptivo y psicológico de sus personajes.

- El diario del niño burbuja, de Belén Gache. Un niño burbuja cuenta en cien entradas de blog su especial relación con los demás miembros de la familia, sobre todo sus hermanos. “Para mi hermano mayor, el mundo es sólido y predecible: una pelota llena de dinero y de palabras. Para mí, en cambio, el universo está compuesto por infinitas burbujas: burbujas de sueños, burbujas de recuerdos, burbujas de tiempo…”. Cada post consta de una imagen al azar, encontrada en un buscador y de un texto breve que se relaciona con la misma.
- Detective Bonaerense, de Marcelo Guerrieri, narra las investigaciones del detective Aristóbulo García sobre un robo; sus pesquisas le llevan a Suecia. Se desarrolla en tiempo real y evoluciona con las aportaciones que los lectores pueden hacer a través de sus mensajes en las entradas. El protagonista hace de autor del blog, toma el liderazgo de la narración y, aparentemente, de la publicación misma de las entradas. Hay enlaces dentro del texto, lo que añade elementos que quiebran la linealidad del relato. Existen, además, en columnas separadas, declaraciones de testigos y fotografías que actúan como pruebas de la investigación.
- El libro de Angelina (2009) Escrita por Fernando Figueroa Saavedra, no es propiamente una blognovela, porque es un libro publicado en papel y distribuido por tanto en Librerías, pero ha sido la primera novela que se ha publicado paralelamente por entregas a través de un nuevo sistema, una red social, en este caso Facebook, a través de la cual los miembros de la red social que se hacen amigos del personaje, Angelina Trisole, pueden seguir las aventuras de esta amazona veneciana a razón de un capítulo cada semana. Los usuarios pueden participar con sus comentarios e invitar a sus amigos a participar también en la aventura. Es una experiencia pionera de lectura colectiva por entregas, con la peculiaridad de hacerse a través de una red social y de que el libro se haya publicado simultáneamente también en papel.

### Novelas colectivas
Realizadas por diversos autores en colaboración igualitaria o dirigida por un coordinador que ensambla y ajusta las partes para integrar un todo narrativo coherente. Sus autores, o al menos el coordinador, suelen tener nombres y apellidos. La novela colectiva tiene una tradición en la literatura en formato códice, pero Internet la dota también de interactividad al permitir que los lectores puedan hacer comentarios.
- La huella del cosmos (junio-diciembre de 2005) dirigida e ideada por Doménico Chiappe es una narración colectiva hipermedia en la que se integran música, texto, imagen. Esta obra colectiva tiene dos niveles: el primero funciona como "cerebro" y es un foro donde se vierten ideas y se debate. El segundo es el más visible, y publica solo lo que se ha declarado como versión definitiva de cada capítulo, con programación de los recursos multimedia enviados al foro. Coexisten al menos tres tramas en el argumento y todo aquel que quiera puede aportar ideas y convertirse en coautor de la obra. En el primer capítulo se plantea el germen de la novela: un hombre que muere, cinco personajes destinados a crear un mundo de ficción sin su consentimiento.
- Milagros sueltos (2007). En una romería desaparece la imagen de la Virgen de los Ángeles, noticia que provoca consternación entre los romeros. Sucesos posteriores harán que varios personajes experimenten pequeños prodigios cotidianos. Promovida y coordinada por Dorelia Barahona, participaron además Floria Bertsch, Janina Bonilla, Jéssica Clarke, Catalina Murillo, Jaime Ordóñez, Víctor Valdelomar y Pedro Viñuales. Cada autor le dio vida a un personaje. Permite los comentarios de los lectores aunque no pueden participar en la narración. No contiene enlaces.

### Wikinovelas
Las wikinovelas constituyen verdaderos ejemplos de escritura colaborativa; en ellas los personajes, la trama, la redacción son creados por múltiples autores anónimos. A veces un autor lanza un argumento y el resto lo completa. Las wikinovelas son el formato más abierto de literatura participativa: la creación colectiva de un solo texto con todas las tramas, personajes y rutas que elijan sus anónimos autores. La mayoría siguen el entorno wiki: redactadas por varios usuarios que pueden crear, editar, borrar o modificar el contenido de una página de forma fácil y rápida; dichas facilidades hacen de una wikinovela una herramienta efectiva para la escritura cooperativa. En una wikinovela se da la abolición de la autoría individual y triunfa la colaboración como herramienta en el proceso de producción artística. Aunque lo verdaderamente distintivo es el anonimato de la creación, el entorno wiki aprovecha también el hipertexto para favorecer la ruptura de la linealidad por medio de las nuevas ramas que generan los enlaces.
- Vidas prodigiosas propuesta por Juan José Millás
- Madrid escribe primera entrega por Lorenzo Silva (2006)
- El regreso de Cecilio
- Calibre Ocho

### Wikipoemas
Un wikipoema es un poema colaborativo cuyo antecedente directo es el cadáver exquisito. El entorno wiki favorece la colaboración inmediata de diversos usuarios que crean, editan, borran o modifican el contenido lírico.
- Poepedia  de Karen Villeda

## Más Obras Electrónicas
- Nasío pa matá (marcianos), relato hipertexto de JJ Merelo
- Un mar de historias Xiomara Acosta y otros
- Nada tiene sentido I. Ara e I. de Lorenzo
- El primer vuelo de los hermanos Wright Juan B. Gutiérrez
- Las penas de Sofía Mónica Montes
- El cerebro de Edgardo Santiago Ortiz (2004)
- La mareadora Eugenio Tisselli (2005)
- Gabriella Infinita Jaime A. Rodríguez
- Golpe de gracia Jaime A. Rodríguez
- El misterio de Bakersfield J. C. Carmona
- La invencible sonrisa de Leonardo Ramón Galí
- Sinferidad Benjamín Escalonilla
- Asesinos y Asesinados Benjamín Escalonilla
- The File Room Antoni Muntadas
- Pinzas de metal Alma Pérez (2003)
- Todas las historias Dora García
- The tunnel people Dora García
- El alebrije Carmen Gil
- “Retorn a la Comallega”, Tom Ferret
- Bacterias argentinas Santiago Ortiz
- Travesías cruzadas C. Sarasola
- Misterio en Zansburg P. Rodrigo y S. San Martín
- Eveline Marina Zerbarini
- La hipótesis de Mr.Hide M. Clapés y R. San Martín (2008)
- El evangelio de los Reyes Magos. Jesús Zamora Bonilla (2012).
- La vida de Horacio Anónimo.